# Bahnhof Weilheim (Oberbay)
Der Bahnhof Weilheim (Oberbay) ist eine Betriebsstelle der Bahnstrecken München–Garmisch-Partenkirchen, Mering–Weilheim und Weilheim–Peißenberg. Er liegt in der bayerischen Kreisstadt Weilheim in Oberbayern und hat fünf Bahnsteiggleise.
Bei der Eröffnung des Bahnhofs Weilheim am 1. Februar 1866 war er zunächst ein Durchgangsbahnhof an der Bahnstrecke München–Unterpeißenberg. Mit der Inbetriebnahme der Bahnstrecke nach Murnau am 15. Mai 1879, die 1889 nach Garmisch-Partenkirchen verlängert wurde, wurde er erst zum Trennungsbahnhof, mit der Eröffnung der Strecke Mering–Weilheim am 30. Juni 1898 zum Kreuzungsbahnhof. Als Lokomotivstation hatte der Bahnhof bis 1986 einen Lokschuppen und bis 1976 eine Drehscheibe.

## Lage
Der Bahnhof Weilheim befindet sich nördlich der Weilheimer Innenstadt. Die Gleise verlaufen in Nord-Süd-Richtung und umfahren die Innenstadt in einem Bogen nach Westen. Das Empfangsgebäude liegt östlich der Gleisanlagen an der Bahnhofstraße und hat die Adresse Bahnhofplatz 1. Westlich der Gleise verläuft die Straße Am Öferl. Im Norden des Bahnhofs unterquert die Zargesstraße die Gleise durch eine Unterführung, im Süden werden die Gleise durch die Staatsstraße 2057, die hier Schützenstraße heißt, ebenfalls durch eine Unterführung unterquert.
Weilheim ist Kreuzungsbahnhof von drei Bahnstrecken. Die Bahnstrecke München–Garmisch-Partenkirchen (VzG 5504) ist eine eingleisige und elektrifizierte Hauptbahn, die im Regionalverkehr und am Wochenende auch von Intercity-Express-Zügen bedient wird. Des Weiteren treffen in Weilheim die aus Mering kommende Ammerseebahn (VzG 5370) und die als Pfaffenwinkelbahn bezeichnete Bahnstrecke Weilheim–Peißenberg (VzG 5450) aufeinander, die beide eingleisig sowie nicht elektrifiziert sind und nur im Regionalverkehr durch die Bayerische Regiobahn bedient werden. Während die Ammerseebahn eine Hauptbahn ist, stellt die Pfaffenwinkelbahn eine Nebenbahn dar.
In Weilheim treffen folgende Kursbuchstrecken aufeinander:
- 960[1]: München–Weilheim–Garmisch-Partenkirchen–Mittenwald–Innsbruck
- 962[2]: Weilheim–Peißenberg–Schongau
- 985[3]: Augsburg–Mering–Geltendorf–Weilheim

## Geschichte

### Eröffnung und Länderbahnzeit

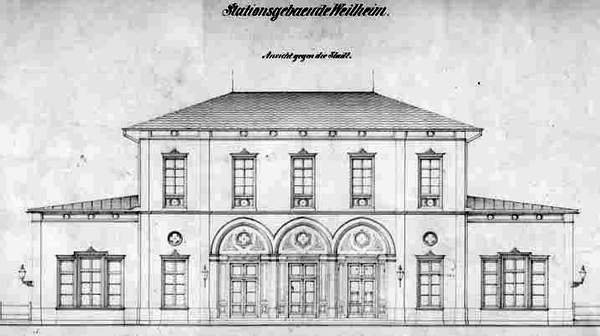
Zeichnung des Empfangsgebäudes im Jahr 1866

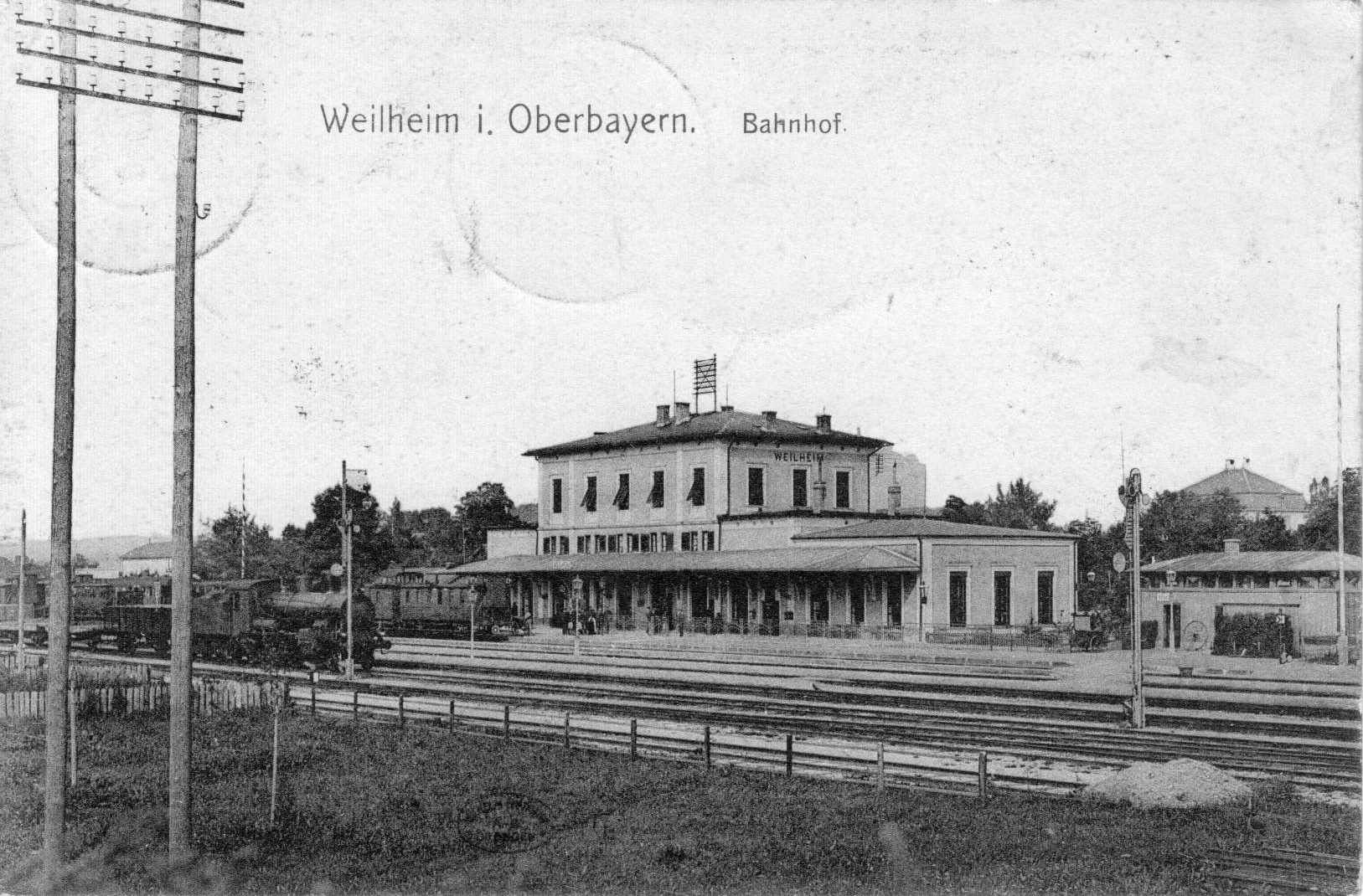
Altes Empfangsgebäude von der Gleisseite (1907)

Die Eröffnung des Bahnhofs Weilheim war am 1. Februar 1866, zusammen mit der Bahnstrecke von Starnberg über Tutzing nach Unterpeißenberg. In Starnberg bestand Anschluss zur bereits am 28. November 1854 eröffneten Strecke von München. Die Strecke sollte im Güterverkehr vor allem zum Transport der in Peißenberg abgebauten Pechkohle dienen. Am Bahnhof Weilheim wurde ein dreistöckiges Empfangsgebäude mit Walmdach und zwei seitlichen Anbauten errichtet, das im Stil des Klassizismus gehalten war. Zudem entstand ein Güterschuppen mit Laderampe. Im Empfangsgebäude wurde 1866 eine Postexpedition untergebracht, von der Postkutschen nach Murnau am Staffelsee und Innsbruck verkehrten. 1869 ging im Bahnhof Weilheim eine Verkehrstelegraphenstation in Betrieb.
Am 8. Mai 1874 gründete der Reichstagsabgeordnete Emeran Kottmüller in Murnau ein Eisenbahnkomitee zum Bau einer Vizinalbahn von Weilheim nach Murnau. Am 29. Juli 1876 genehmigte der Bayerische Landtag die Strecke, sodass 1878 mit dem Bau begonnen werden konnte. Am 15. Mai 1879 ging die Vizinalbahn in Betrieb, wodurch der Bahnhof Weilheim vom Durchgangsbahnhof zum Trennungsbahnhof wurde. Für die aus Murnau kommenden Lokomotiven wurden in Weilheim Bekohlungsanlagen, Wasserkräne und Wasserspeicher eingerichtet. Am 25. Juli 1889 eröffnete die Lokalbahn Aktien-Gesellschaft eine Lokalbahn von Murnau nach Garmisch-Partenkirchen als Verlängerung der Vizinalbahn, wodurch eine durchgehende Strecke von München über Weilheim nach Garmisch-Partenkirchen entstand.
Nachdem es bereits Anfang der 1870er-Jahre Planungen für eine Bahnstrecke von Augsburg an den Ammersee und weiter in Richtung Alpen gab, genehmigte der bayerische Staat 1886 die Projektierung einer Lokalbahn von Mering bei Augsburg über Dießen am Ammersee nach Weilheim. Im Herbst 1886 wurde mit dem Bau der Strecke begonnen. Am 30. Juni 1898 eröffneten die Königlich Bayerischen Staatsbahnen den Abschnitt von Weilheim nach Dießen und am 23. Dezember 1898 nahmen sie die Gesamtstrecke von Mering nach Weilheim in Betrieb. Der Weilheimer Bahnhof wurde damit zum Kreuzungsbahnhof. Gleichzeitig wurde die Bahnstrecke von Weilheim nach Murnau zur Hauptbahn erhoben, sodass die durchgehenden Züge nun nicht mehr von München nach Peißenberg, sondern von München nach Murnau fuhren. Für die gestiegenen Anforderungen wurden die Gebäude und Gleisanlagen des Bahnhofs schrittweise erweitert. Im westlichen Bahnhofsbereich entstanden eigene Anlagen für die Zerlegung und Zusammenstellung von Güterzügen. Zur Versorgung der in Weilheim endenden Züge errichteten die Bayerischen Staatsbahnen einen Lokschuppen und eine Drehscheibe. Des Weiteren wurden zwei neue mechanische Stellwerke in Betrieb genommen. In den 1900er-Jahren wurde an den südlichen Anbau des Empfangsgebäudes ein weiterer Bau für ein Bahnhofsrestaurant angebaut und die Bahnsteigüberdachung des Hausbahnsteigs verlängert.
1913 wurde die Mittenwaldbahn als Verlängerung der Bahnstrecke München–Garmisch-Partenkirchen nach Innsbruck eröffnet. Damit wurde die durch Weilheim führende Strecke zu einer internationalen Verbindung. Gleichzeitig wurde die Ammerseebahn von Mering nach Weilheim zur Hauptbahn erhoben. Die Zunahme des Güter- und Personenverkehrs führten zum Bau eines größeren Güterschuppens und einer Bahnmeisterei.

### Elektrifizierung, Spurplanänderungen und Rückbau der Bahnanlagen
1924 begann die Deutsche Reichsbahn mit der Elektrifizierung der Bahnstrecke München–Garmisch-Partenkirchen. Am 5. Januar 1925 wurde der elektrische Betrieb zwischen Weilheim und Garmisch-Partenkirchen und am 16. Februar 1925 der elektrische Betrieb zwischen Weilheim und Starnberg aufgenommen. Ab dem 20. Januar 1925 war die Gesamtstrecke von München nach Garmisch-Partenkirchen und weiter über die Mittenwaldbahn nach Mittenwald und Innsbruck elektrisch befahrbar. Bis zum 1. Mai 1925 wurde außerdem die Strecke von Weilheim nach Peißenberg elektrifiziert, um die Kohlezüge nicht in Weilheim umspannen zu müssen. Am Bahnhof Weilheim entstanden 1925 ein fünftes Bahnsteiggleis und eine Bahnsteigunterführung, welche die bisherigen höhengleichen Übergänge ersetzte.
Ursprünglich querten sowohl die Zargesstraße, als auch die Schützenstraße die Gleise höhengleich. Die Schranke Schützenstraße wurde von Stellwerk2 aus bedient, die Schranke Zargesstraße vom Stellwerk1 aus. Vermutlich mit der Bahnhofserweiterung in den 20er Jahren wurde an der Schützenstraße eine Unterführung in Betrieb genommen. Die Unterführung Zargesstraße ging dagegen erst Anfang der 60er Jahre in Betrieb.
Vor den Olympischen Winterspielen 1936 wurden die Gleisanlagen und Gebäude des Bahnhofs modernisiert und erweitert.
Im Zuge des geplanten Umbaus der Strecke Tutzing – Hechendorf auf zweigleisigen Betrieb wurden Mitte der 30er Jahre auch im Bereich des Bahnhofs Weilheim Vorarbeiten geleistet. Die umfangreichste Baumaßnahme war dabei die Erweiterung des Bahndamms zwischen Zargesstraße und Holzwerk Neidhardt auf 4-gleisigen Betrieb. Das Material hierfür stammte aus einer eigens für diese Maßnahme geschaffenen Kiesgrube (etwa im Bereich des heutigen Recyclinghofes).
Die Spurplanänderung sah vor, das Augsburger Gleis nach Westen auf die Bahndammerweiterung zu verlegen und die beiden anderen Gleise für die zweigleisige Strecke Richtung Tutzing zu verwenden.
Im Zweiten Weltkrieg erfolgte am 19. April 1945 ein Luftangriff auf Weilheim, bei dem 50 amerikanische Lightnings ungefähr 250 Sprengbomben auf den Bahnhof abwarfen. Dabei zerstörten die Bomben den Nordteil des Empfangsgebäudes, Teile der Gleisanlagen und Oberleitungen im Norden des Bahnhofsgeländes sowie 20 Wagen. Ein Lazarettzug mit ungarischen Verwundeten brannte vollständig aus. Es gab 24 Todesopfer, darunter fünf ungarische Soldaten, die sich im Lazarettzug befanden. Vermutlich durch Fehleinschätzung der Windverhältnisse traf der Bombenteppich etwas nordöstlich der geplanten Position auf, was dazu führte, dass einige betrieblich wichtige Anlagen unbeschädigt blieben, so z. B. alle Stellwerke, der Lokschuppen, die Drehscheibe und der größte Teil der Weichen. Nach dem Krieg wurde übergangsweise der erhaltene Südteil des Empfangsgebäudes weitergenutzt. In den Jahren 1960 und 1961 ersetzte die Deutsche Bundesbahn das Provisorium durch ein langes zweigeschossiges Bauwerk mit Satteldach.
Bis Anfang der 60er Jahre existierte eine Doppelkreuzungsweiche, die es ermöglichte aus den Gleisen 2 und 3 nach Peißenberg auszufahren. (Gemäß eines Erlasses der Hauptverwaltung der Deutschen Bundesbahn, wonach DKWs in durchgehenden Hauptgleisen wegen des hohen Unterhaltungsaufwandes nach Möglichkeit zu vermeiden sind, wurde diese DKW rückgebaut.)

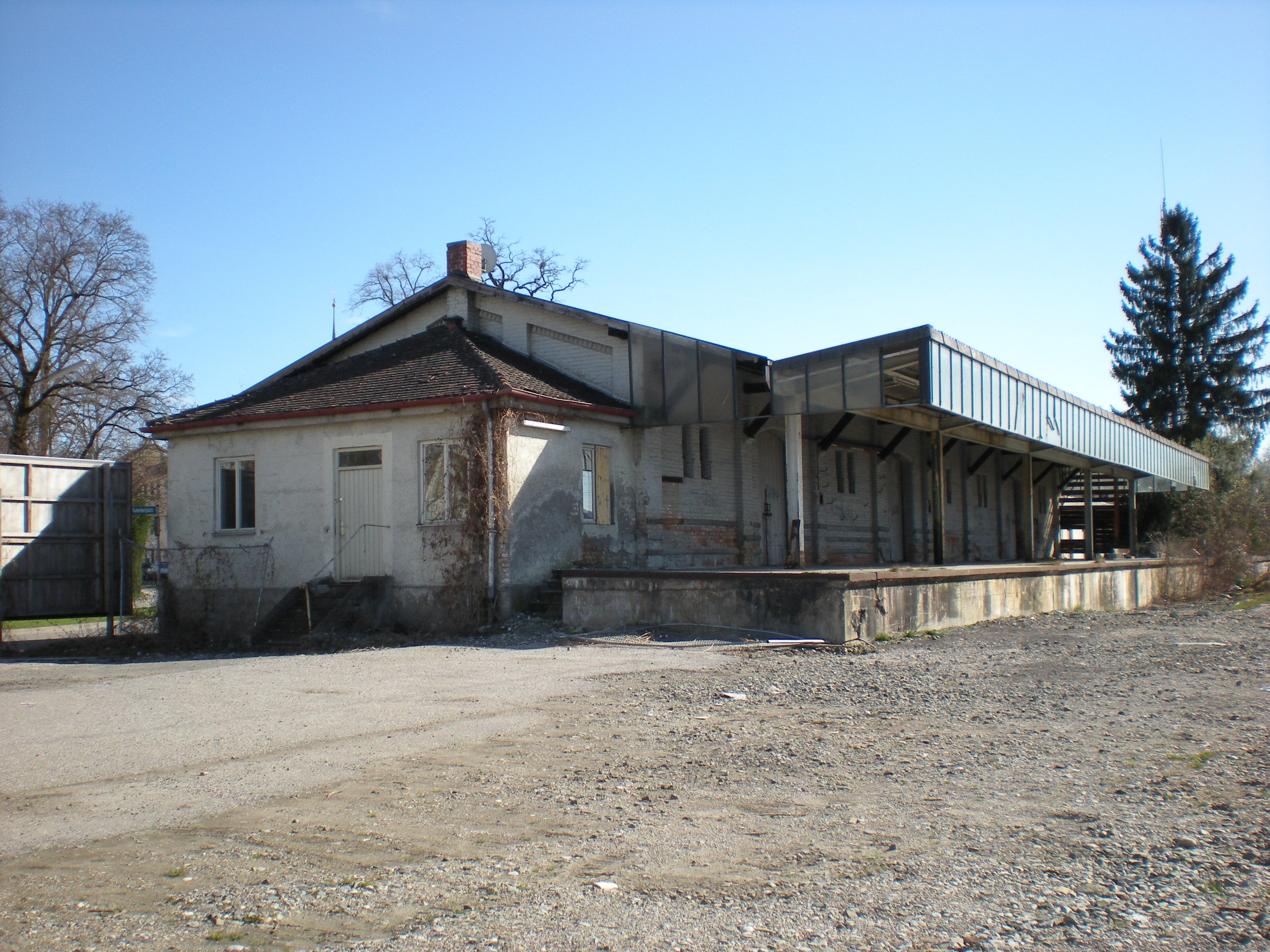
Ehemalige Güterhalle (2013)

Bis 1977 hatte der Bahnhof noch 23 Gleise; infolge von Rationalisierungen baute die Deutsche Bundesbahn die Gleisanlagen in den folgenden Jahren immer weiter zurück. 1980 wurden die drei mechanischen Stellwerke des Bahnhofs durch ein zentrales Spurplandrucktastenstellwerk und die Formsignale durch Lichtsignale ersetzt. 1983 baute die Deutsche Bundesbahn auf der Strecke nach Peißenberg die Oberleitung ab, da eine nicht mehr rentable Erneuerung nötig gewesen wäre. 1986 wurde der Lokschuppen abgebrochen. Der Personalbestand des Bahnhofs sank zwischen 1982 und 1986 von 251 auf 198 Mitarbeiter.
Im November 2001 wurden die meisten Lade- und Abstellgleise im Westen und Osten des Bahnhofs stillgelegt. Die Stadt Weilheim kaufte 2002 das freiwerdende Gelände im westlichen Bahnhofsbereich auf. Im März 2002 bauten Bahnarbeiter die stillgelegten Gleisanlagen in diesem Bereich ab. Nach der endgültigen Einstellung des Güterverkehrs in Weilheim 2002 folgte 2004 der Abbau weiterer nicht mehr genutzter Rangiergleise.
Am 3. Mai 2016 fand der offizielle Spatenstich für einen barrierefreien Ausbau des Bahnhofs Weilheim statt. Der Baubeginn war ursprünglich für das Jahr 2015 angekündigt. Dabei wurden die Bahnsteige mit einer Höhe von 76 cm beziehungsweise 55 cm vollständig neu errichtet. Zum 21. November 2016 nahm die Deutsche Bahn ein neues elektronisches Stellwerk (ESTW) in Betrieb und ersetzte die alten Lichtsignale nach dem H/V-Signalsystem durch Ks-Signale. Am 26. Juni 2017 wurde der umgebaute Bahnhof feierlich eröffnet und im Zuge dessen ein ICE 3 auf den Namen Weilheim i. OB getauft. Die Bauarbeiten an den Bahnsteigen wurden schließlich Ende Juli 2017 abgeschlossen. Insgesamt kostete der Umbau 11,5 Millionen Euro.

## Aufbau

### Empfangsgebäude

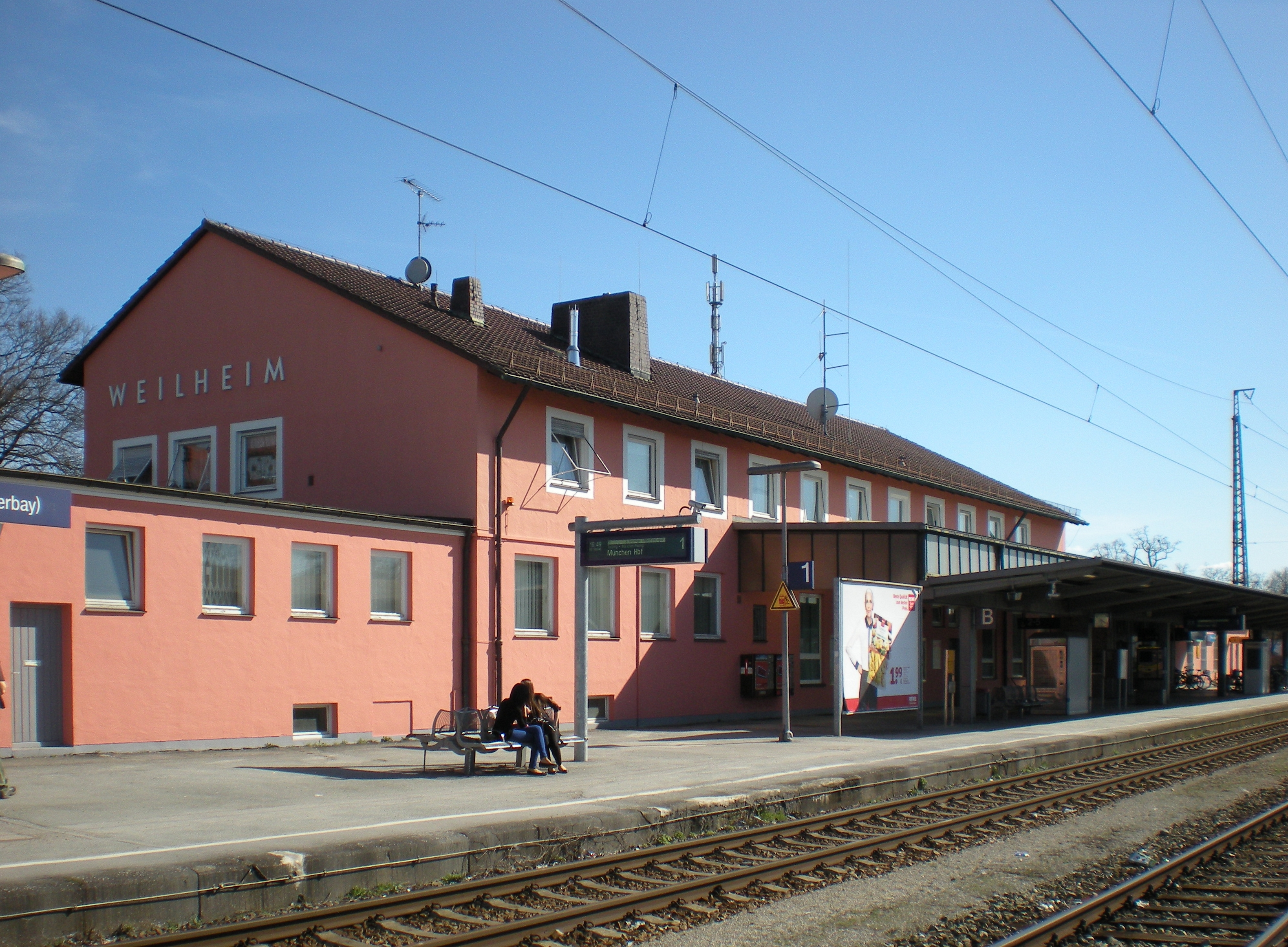
Empfangsgebäude von der Gleisseite (2013)

Das erste Empfangsgebäude des Bahnhofs Weilheim wurde 1866 eröffnet. Es war ein dreistöckiges und symmetrisches Gebäude mit flachem Walmdach im Stil des Klassizismus. Die aus Sichtziegeln bestehenden Fassaden des Hauptgebäudes waren reich strukturiert. Im Norden und Süden des Hauptgebäudes schlossen gleich große, eingeschossige Anbauten mit Flachdächern an. Als Besonderheit erstreckte sich das Bahnsteigdach des Hausbahnsteigs auf der gesamten Länge des Gebäudes, was ansonsten eher bei österreichischen Bahnhöfen üblich war. Im Erdgeschoss befanden sich Diensträume und Wartesäle, im Ersten Stock die Wohnungen für Bahnbedienstete. In den 1900er-Jahren wurde an den südlichen Anbau ein weiteres eingeschossiges Gebäude mit Walmdach angebaut, welches ein Bahnhofsrestaurant beinhaltete. Das Bahnsteigdach wurde entsprechend verlängert. Im Zweiten Weltkrieg wurde der Nordteil des Gebäudes bei einem Luftangriff am 19. April 1945 zerstört. Nach dem Krieg setzte die Deutsche Reichsbahn das Gebäude wieder notdürftig in Stand. Der zerstörte Teil wurde abgebrochen und durch Wellblechcontainer ersetzt, die entstandene Lücke im Südteil des Gebäudes wurde zugemauert.
1960 wurde das alte Gebäude abgetragen und an seiner Stelle bis 1961 ein neues Gebäude errichtet, das bis heute in Betrieb ist. Das Empfangsgebäude ist ein langer zweigeschossiger Bau mit asymmetrischem Satteldach, an den im Süden und Norden eingeschossige Bauten mit Flachdach anschließen. Der zweigeschossige Gebäudeteil beinhaltet Diensträume, im südlichen eingeschossigen Anbau befinden sich die Wartehalle mit dem Zugang zur Bahnsteigunterführung und einige Läden sowie ein DB-Reisezentrum.

### Bahnsteige und Gleisanlagen

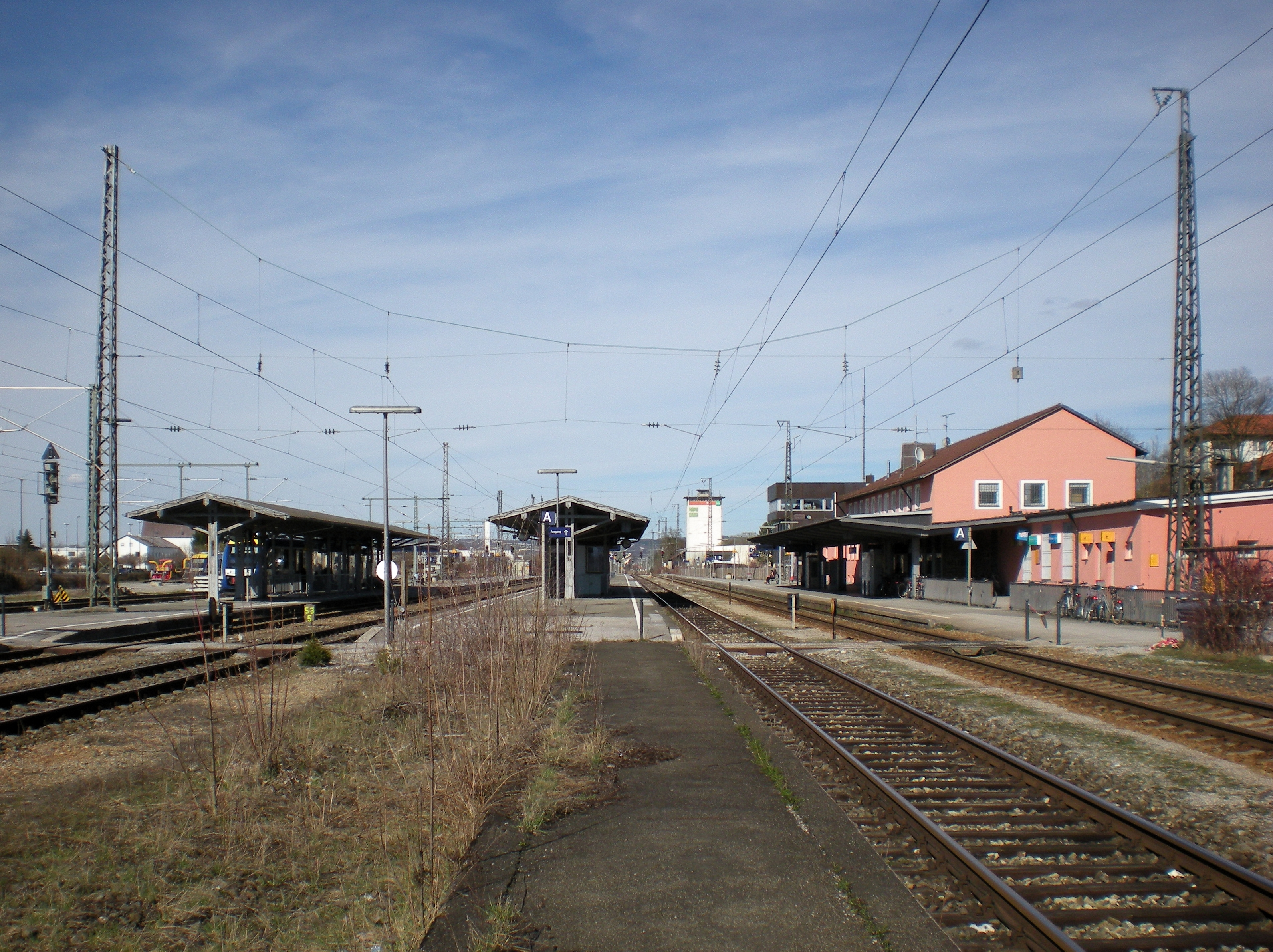
Bahnsteige (2013)

Bis 1977 hatte der Bahnhof Weilheim noch 23 Gleise, davon fünf Bahnsteiggleise. Östlich der Bahnsteiggleise befanden sich die Ortsladegleise, von denen fünf nördlich und fünf südlich des Empfangsgebäudes lagen. Südlich des Gebäudes lagen außerdem der Güterschuppen sowie eine mit zwei Gleisen ausgestattete Laderampe. Westlich der Bahnsteiggleise befanden sich Güterzug- und Abstellgleise sowie der Lokschuppen und die Drehscheibe der Lokomotivstation. In den folgenden Jahren sowie in den Jahren 2002 und 2004 wurden die meisten Lade- und Abstellgleise stillgelegt und abgebaut. Das letzte noch vorhandene Ortsladegleis südlich des Empfangsgebäudes, das die Laderampe erschloss, legte die Deutsche Bahn im August 2013 still und baute es zurück.

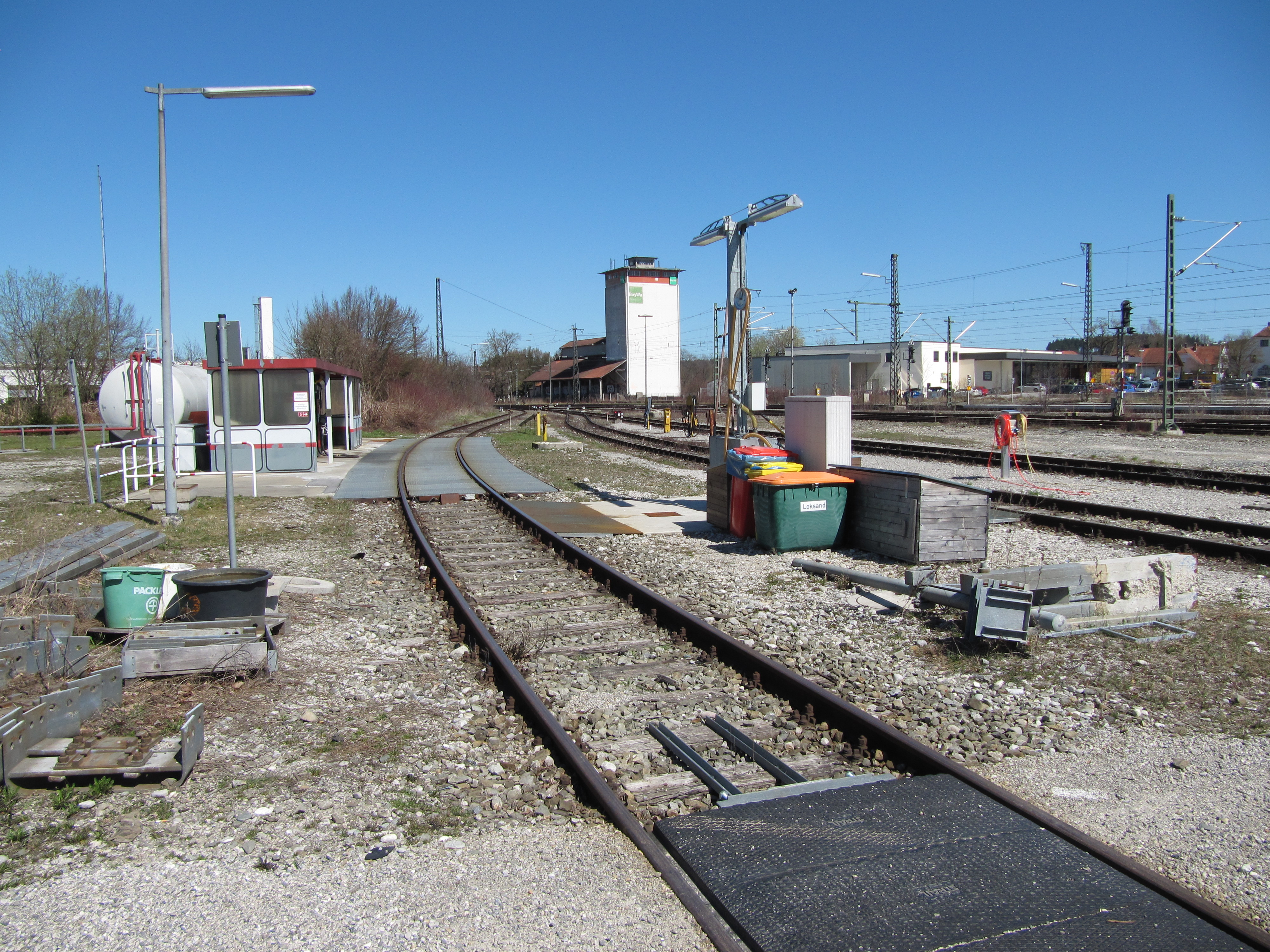
Dieseltankstelle (2013)

Die fünf Bahnsteiggleise liegen an einem Hausbahnsteig und zwei Mittelbahnsteigen, die alle überdacht sind. Die bis 2016 vorhandenen Bahnsteigdächer der beiden Mittelbahnsteige stammten noch aus der Länderbahnzeit und waren in Holzbalkenkonstruktion als Satteldächer ausgeführt. Alle Bahnsteige sind seit 2009 mit digitalen Zugzielanzeigern ausgestattet. Die Mittelbahnsteige sind über eine Unterführung mit dem Empfangsgebäude verbunden, die bis 2017 nur über Treppen erreichbar war. Wegen der geringen Bahnsteighöhe von 26 cm konnten in Weilheim keine Intercity-Express-Züge halten. Westlich der Bahnsteiggleise existieren noch zwei bahnsteiglose Gütergleise sowie drei Stumpfgleise, die nur aus Richtung Norden angefahren werden können und zur Abstellung von Triebwagen der BRB dienen. Der Güterschuppen südlich des Empfangsgebäudes ist bis heute erhalten. Am westlichen der drei Stumpfgleise des Bahnhofs befindet sich eine Dieseltankstelle.
Im Zuge des Umbaus von 2016 bis 2017 wurden die alten Bahnsteige nacheinander abgetragen und neu errichtet. Die Bahnsteigdächer wurden dabei vollständig erneuert und alle Bahnsteige barrierefrei mit Aufzügen der Firma Schindler zur Unterführung und Blindenleitstreifen ausgestattet. Der Hausbahnsteig und der erste Mittelbahnsteig wurden mit einer Höhe von 76 cm errichtet, der zweite Mittelbahnsteig ist 55 cm hoch.
| Gleis | nutzbare Länge in m | Bahnsteighöhe in cm | Nutzung                                                                |
| ----- | ------------------- | ------------------- | ---------------------------------------------------------------------- |
| 1     | 280                 | 76                  | Züge in Richtung München und Garmisch-Partenkirchen                    |
| 2     | 280                 | 76                  | in Weilheim beginnende und endende Züge in bzw. aus Richtung München   |
| 3     | 280                 | 76                  | einzelne Züge in Richtung Garmisch-Partenkirchen, Augsburg und München |
| 4     | 140                 | 55                  | BRB in Richtung Geltendorf/Augsburg und Peißenberg/Schongau            |
| 5     | 140                 | 55                  | BRB in Richtung Peißenberg/Schongau und Geltendorf/Augsburg            |
| 6     |                     | kein Bahnsteig      | Zugabstellung                                                          |
| 7     | 430                 | kein Bahnsteig      | Zugabstellung                                                          |

### Stellwerke

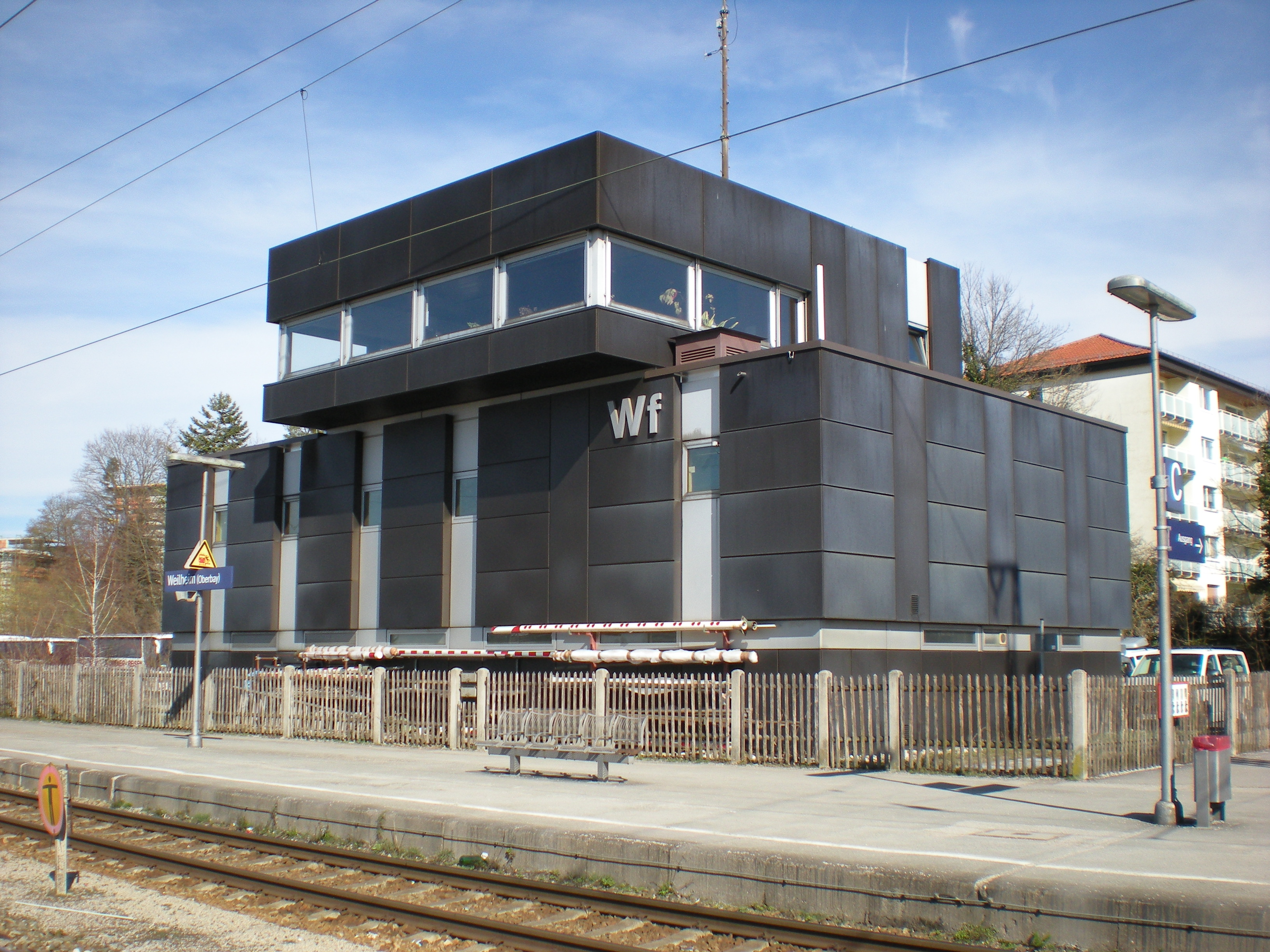
Ehemaliges Spurplandrucktastenstellwerk, in dem heute die Bedienplätze des ESTW angeordnet sind

In den Anfangsjahren wurden die Weichen des Bahnhofs vor Ort durch Weichenwärter gestellt. Um 1905 nahmen die Bayerischen Staatsbahnen ein Befehlsstellwerk im Empfangsgebäude und zwei Weichentürme in Betrieb. Die beiden Weichentürme waren mechanische Stellwerke der Bauart Krauss 1902 und dienten als Wärterstellwerke. Stellwerk 1 befand sich im Nordkopf des Bahnhofs westlich der Gleise, Stellwerk 2 lag im südöstlichen Teil des Bahnhofsgeländes in der Nähe der heutigen Unterführung Schützenstraße. Später wurde das Befehlsstellwerk im Empfangsgebäude stillgelegt und Stellwerk 2 zum Befehlsstellwerk umfunktioniert. Mitte der 30er Jahre wurden beide Stellwerke von Bauart Krauss auf Einheitsbauart umgebaut. Mit der Erweiterung der Gleisanlagen eröffnete die Deutsche Reichsbahn 1936 ein drittes mechanisches Stellwerk der Bauart Krauss 1925. Dieses Stellwerk 3 diente als Rangierstellwerk und befand sich am südlichen Ende der Abstellgleise im Westen des Bahnhofs. Es wurde von den Rangierern bedient und war nicht ständig besetzt. Die Lage war etwa an der Einmündung der Hangstraße ins Öferl.
Zum 2. Dezember 1980 nahm die Deutsche Bundesbahn nach zweijähriger Bauzeit ein zentrales Spurplandrucktastenstellwerk der Bauart Lorenz Sp Dr L60 in Betrieb, das die drei mechanischen Stellwerke ersetzte. Das als Wf bezeichnete Stellwerk war in einem kantigen, dreigeschossigen Gebäude mit aufgesetzter Kanzel untergebracht. Von diesem Stellwerk aus wurden, neben der Steuerung des Bahnhofsbereiches Weilheim, die Bereiche Wilzhofen und Polling ferngestellt. Das Stellwerksgebäude befindet sich am Hausbahnsteig nördlich des Empfangsgebäudes. Am 18. November 2016 wurde das Drucktastenstellwerk stillgelegt.
Am 21. November 2016 ging in Weilheim ein elektronisches Stellwerk (ESTW-Z) in Betrieb, das in einem neuen Modulgebäude direkt südlich des Empfangsgebäudes am Hausbahnsteig untergebracht ist. Seit Abschluss der Umbauarbeiten des bisherigen Stellwerkgebäudes, sind die Bedienplätze dort angeordnet. Stellbereich erstreckt sich auf der Bahnstrecke München–Garmisch-Partenkirchen von Wilzhofen bis Polling und auf der Pfaffenwinkelbahn bis zur Osteinfahrt des Bahnhofs Peißenberg. Seit Anfang 2018 wird von Weilheim aus zusätzlich die Strecke von Wilzhofen bis zur österreichischen Staatsgrenze bei Mittenwald sowie die Ammergaubahn von Murnau nach Oberammergau ferngesteuert.
Neben dem ESTW-Z sind im Stellwerksgebäude auch drei Bedienplätze für ESTW-R der Bauform ZSB 2000 untergebracht:
- Seit November 2018 der Bedienplatz des ESTW-R Kochelseebahn[33]
- Seit September 2019 der Bedienplatz die ESTW-R Peißenberg, ESTW-R Dießen und ESTW-R Lagerlechfeld (Bahnstrecke Bobingen–Kaufering)[34][35][36][37]
- Ein dritter Bedienplatz steuert seit Oktober 2021 das ESTW-R Schliersee und das ESTW-R Bayrischzell der Bahnstrecke Schliersee–Bayrischzell[38][39]
- Seit Dezember 2024 wird das ESTW-R Griesen (Obb) an der Außerfernbahn von Weilheim aus ferngesteuert[40]

### Lokomotivstation
Aufgrund seiner großen Bedeutung als Knotenpunkt erhielt der Bahnhof Weilheim um 1900 eine eigene Lokomotivstation, die eine Außenstelle des Bw München Hbf war. Später wurde sie Außenstelle des Bw Garmisch. Die Lokomotivstation befand sich im Westen des Bahnhofs und bestand aus einem dreiständigen Rechteckschuppen mit integriertem Wasserhochbehälter, einer Bekohlungsanlage mit Wasserkran und Schlackengrube und einer Drehscheibe. Ab 1956 waren in der Lokstation bis zu vier Schienenbus-Garnituren der Baureihe VT 98 beheimatet, die zwischen Weilheim und Schongau zum Einsatz kamen. Im Oktober 1976 wurde die von 1941 stammende Drehscheibe abgebaut. Von 1977 bis 1986 war im Lokschuppen die ÖBB-Elektrolokomotive 1072.01, die frühere Ewp 4, untergebracht. Bis zu ihrer Ausmusterung am 31. Januar 1980 war außerdem die letzte Lokomotive der Baureihe 116, die 116 001, im Lokschuppen von Weilheim hinterstellt. Beide Lokomotiven sind bis heute erhalten. 1986 wurde die Lokomotivstation aufgelöst und der Lokschuppen abgerissen.

## Verkehr

### Personenverkehr

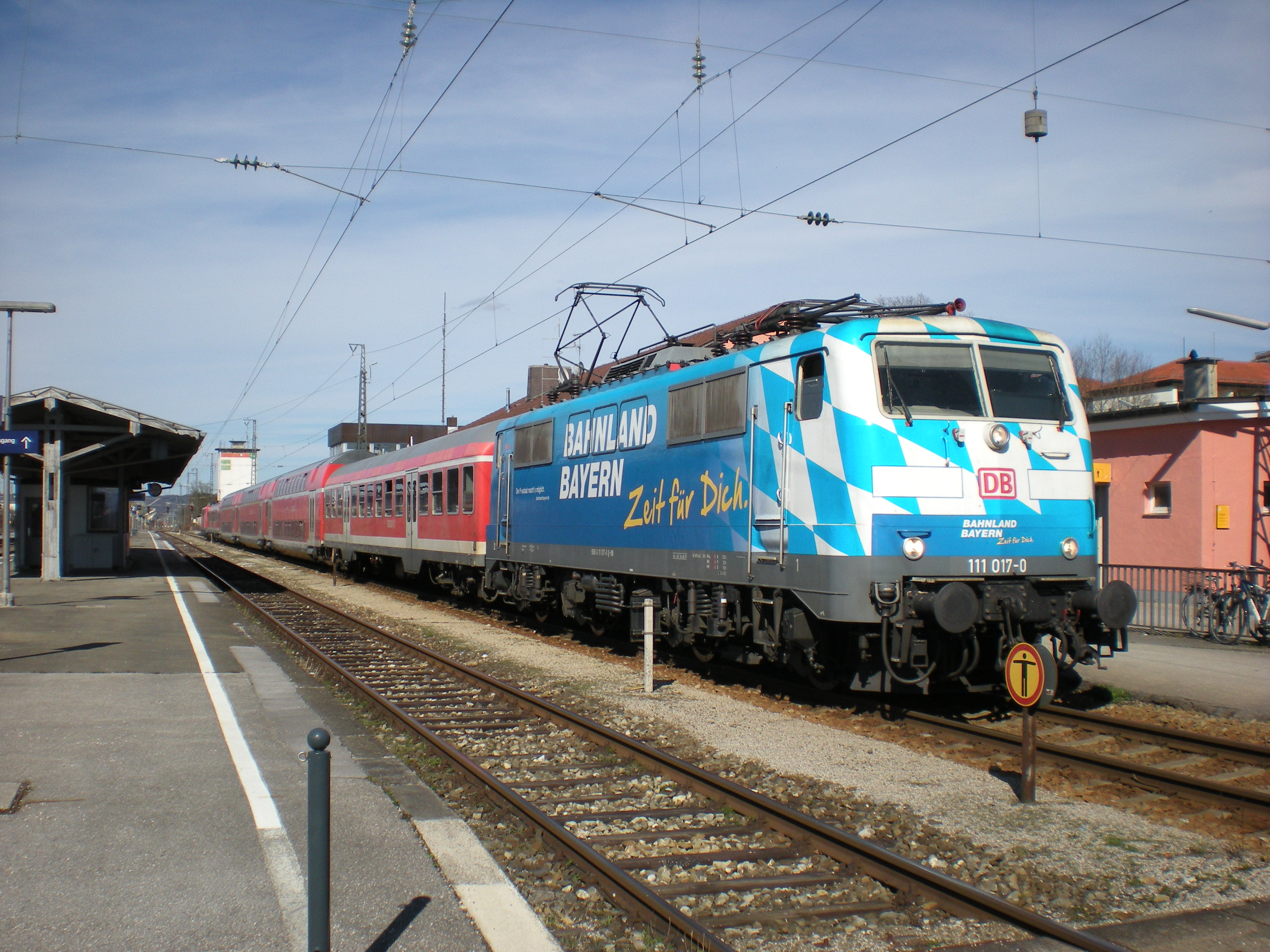
RB nach Mittenwald mit Lok der Baureihe 111 (2013)

Ab der Eröffnung der Strecke von Murnau nach Garmisch-Partenkirchen 1889 gab es durchgehende Kurswagen zwischen München und Garmisch-Partenkirchen, die in Weilheim umgestellt wurden. Ab 1898 fuhren die durchgehenden Personenzüge nicht mehr von München nach Peißenberg, sondern von München nach Murnau. In Richtung Peißenberg und Augsburg musste in Weilheim umgestiegen werden. Ab 1900 hielten am Bahnhof Weilheim durchgehende Schnellzüge von München nach Garmisch-Partenkirchen. Ab dem Winterfahrplan 1912/13 wurde der Bahnhof auch durch Eilzüge von Augsburg nach Garmisch-Partenkirchen bedient. Durch die Elektrifizierung wurde die Fahrzeit der Schnellzüge zwischen München und Weilheim am 5. Juni 1925 auf 90 Minuten reduziert. Bis etwa 1985 hielt in Weilheim ein internationales Schnellzugpaar, das von Den Haag nach Seefeld in Tirol verkehrte. Von 1988 bis 1991 wurde Weilheim durch den Fern-Express Ammersee von Dortmund nach Mittenwald bedient. 1982 wurde auf der Bahnstrecke München–Garmisch-Partenkirchen der Stundentakt eingeführt, 1994 folgte der Stundentakt auf der Strecke nach Schongau und 1995 auf der Ammerseebahn. 2007 stellte die DB mit dem Intercity-Zugpaar Karwendel von München nach Innsbruck den letzten Fernverkehrszug am Bahnhof Weilheim ein.
Im Regionalverkehr wird der Bahnhof Weilheim im Fahrplan 2022 von Zügen der DB Regio und der Bayerischen Regiobahn (BRB) bedient. Die Züge der DB Regio verkehren unter dem Markennamen Werdenfelsbahn im Halbstundentakt von München bis Weilheim und im Stundentakt weiter bis Garmisch-Partenkirchen; von dort werden sie zum Teil bis Mittenwald, Innsbruck und Pfronten durchgebunden. In der Hauptverkehrszeit halten in Weilheim zusätzlich einige beschleunigte Regional-Express-Züge von München nach Mittenwald und Lermoos. Die Bayerische Regiobahn setzt im Stundentakt Züge von Augsburg über Weilheim nach Schongau ein, die in der Hauptverkehrszeit durch Verstärkerzüge zwischen Geltendorf und Peißenberg auf einen Halbstundentakt verdichtet werden.
Die an Wochenenden auf der Bahnstrecke München–Garmisch-Partenkirchen verkehrenden Intercity-Express-Züge durchfuhren den Bahnhof Weilheim bis Dezember 2017 ohne Halt, wegen der vor dem Umbau 2016/2017 zu geringen Bahnsteighöhen von nur 34 cm. Seit Dezember 2017 halten in Weilheim samstags zwei ICE-Zugpaare.
| Linie/ Zuggattung        | Verlauf | Taktfrequenz                                                                 |
| ------------------------ | --- | ---------------------------------------------------------------------------- |
| ICE                      | Wetterstein / Karwendel / Werdenfelser Land: Hamburg-Altona / Dortmund – München – Weilheim – Garmisch-Partenkirchen (– Seefeld in Tirol – Innsbruck)   | zwei Zugpaare samstags ein Zugpaar freitags/sonntags                         |
| RE 61 / RE 62            | München – Weilheim – Murnau – Garmisch-Partenkirchen – Mittenwald / Lermoos                                                                             | drei Zugpaare in der HVZ jeweils in Lastrichtung                             |
| RB 6 / RB 60 S 6 / S 7   | München – Tutzing – Weilheim – Murnau – Garmisch-Partenkirchen (– Mittenwald – Seefeld in Tirol – Innsbruck / – Reutte in Tirol – Pfronten-Steinach)    | stündlich                                                                    |
| RB 65                    | München – Tutzing – Weilheim | stündlich                                                                    |
| RB 67                    | (Gessertshausen – Neusäß -) Augsburg-Oberhausen – Augsburg Hauptbahnhof – Augsburg Haunstetterstr. – Augsburg-Hochzoll – Mering – Geltendorf – Weilheim | stündlich, in der HVZ teilweise durchgehende Züge und Takt 30 bis Peißenberg |
| RB 67                    | Weilheim – Peißenberg – Peiting – Schongau | stündlich, in der HVZ teilweise durchgehende Züge und Takt 30 bis Peißenberg |
| Stand: 12. Dezember 2021 | |                                                                              |

### Güterverkehr
Bei der Eröffnung wurde der Weilheimer Bahnhof hauptsächlich von Kohlezügen aus Peißenberg durchfahren, der Ortsgüterverkehr war von eher geringer Bedeutung. An der Laderampe verluden die Bayerischen Staatsbahnen vor allem Holz aus dem Weilheimer Stadtwald, landwirtschaftliche Produkte und Vieh. 1874 verkehrten täglich zwei Güterzüge aus München zum Bahnhof Weilheim. Mit dem Ausbau Weilheims zum Bahnknotenpunkt wuchs die Bedeutung im Güterverkehr. Ab 1898 wurden auf den Rangiergleisen die Peißenberger Kohlenzüge und andere Güterzüge teilweise zerlegt und neu zusammengestellt, um dann entweder nach München oder über die Ammerseebahn nach Augsburg weiter zu fahren. Mit dem Bau der Mittenwaldbahn von Garmisch-Partenkirchen nach Innsbruck 1913 fuhren auch internationale Güterzüge auf der Strecke, für die Weilheim ein wichtiger Sammelbahnhof war.
In den 1960er Jahren kamen täglich zwölf Durchgangsgüterzüge aus Richtung München-Laim, Augsburg, Garmisch-Partenkirchen und Peißenberg an, die im Bahnhof Weilheim umgestellt wurden. Für die Rangierarbeiten war in Weilheim eine Elektrolokomotive der Baureihe 160 stationiert. Auch im Wagenladungsverkehr hatte Weilheim ein hohes Güteraufkommen. Noch in den 70er Jahren existierten einige Gleisanschlüsse, unter anderem zu den Unternehmen Zarges, Holzwerk Neidhardt, Lagerhaus Fischer (heutige BayWa), Betonwerk Geisenhofer, Kohlen Kimmerle, Mineralöl Harrer, sowie im Gewerbegebiet Trifthof die Firmen Tankbau Weilheim und Radiogehäusefabrik Oskar Bormann. 1971 endete nach der Einstellung des Kohleabbaus der Verkehr der Kohlezüge aus Peißenberg. Bis Mitte der 1990er Jahre führte die DB noch Stückgutverkehr durch, zuletzt wurden montags bis freitags acht gedeckte Güterwagen in Weilheim beladen. 2002 endete der planmäßige Güterverkehr in Weilheim vollständig.
2013 wurde die Weilheimer Laderampe noch einmal zur Verladung von Baumaterialien für den Umbau des Bahnhofs Tutzing genutzt. Nach dem Abbau des letzten Ladegleises im August 2013 ist in Weilheim keine Güterverladung mehr möglich.

### Busverkehr
Den Regional- und Stadtbusverkehr am Bahnhof Weilheim betreibt die Regionalverkehr Oberbayern GmbH (RVO) mit dem Oberbayernbus. Es verkehren von Weilheim Regionalbusse nach Tutzing, Herrsching, Utting, Landsberg, Schongau, Murnau, Eberfing und Penzberg. Die Linie 9651 fährt von Weilheim über Peißenberg, die Echelsbacher Brücke und Steingaden nach Füssen. Im Stadtbusverkehr verbinden fünf Linien den Bahnhof mit dem Westend, dem Stadtteil Unterhausen, der Ahornstraße, der Trifthofstraße und dem Gögerl.